# Jettime
Jettime A/S, fino al 2020 Jet Time, è una compagnia aerea charter danese con sede a Kastrup, comune di Tårnby, e con base principale all'aeroporto di Copenaghen.
Il 21 luglio 2020, Jet Time ha annunciato di aver dichiarato fallimento dopo aver licenziato la maggior parte dei suoi dipendenti a giugno a causa della pandemia di COVID-19.
Tuttavia, a fine mese la società ha annunciato che avrebbe ripreso le operazioni nell'ottobre dello stesso anno con il nome di Jettime con servizi per Copenaghen, Billund e Aalborg.

## Storia
Jet Time è stata fondata da un gruppo di investitori danesi e ha operato il suo primo volo il 19 settembre 2006.
Nel novembre 2016, è stato annunciato che Jet Time e Scandinavian Airlines (SAS) avrebbero terminato il loro contratto per l'operazione di otto ATR 72-600 da parte di Jet Time per conto di SAS all'inizio del 2017, poiché SAS voleva concentrarsi su voli con aeromobili più grandi. Successivamente, Jet Time ha gradualmente dismesso tutti i suoi ATR.
La compagnia ha annunciato di aver dichiarato fallimento il 21 luglio 2020, anche se prevedeva di riprendere le operazioni tramite una nuova società, legalmente costituita come "Jettime A/S", a seguito della pandemia. Un certo numero di dipendenti e cinque dei Boeing 737 di Jet Time sono stati trasferiti a Jettime, per la ripresa delle operazioni avvenuta nell'estate 2021.

## Operazioni
Jet Time opera voli charter passeggeri e cargo in tutta Europa; noleggia inoltre i propri velivoli con breve preavviso per compagnie aeree di linea tra cui Air Greenland, Scandinavian Airlines e Norwegian Air Shuttle. Opera anche voli charter VIP per clienti tra cui FC Copenhagen, Malmö FF, Mercedes-Benz, Rosenborg BK e Volkswagen.

## Flotta

### Flotta attuale
A gennaio 2024 la flotta di Jettime è così composta:

### Flotta storica
Jettime operava in precedenza con i seguenti aeromobili: